# Francesco III Crispo
Francesco III Crispo (1469 – 1518) fue el hijo de Giovanni III Crispo. Fue el decimonoveno duque de Naxos. Sucedió a su padre en 1494 pero los venecianos ocuparon Naxos y nombraron gobernador a Giacomo Crispo, pero bajo la autoridad máxima de Pietro Contarini.
En 1496 el hijo de Giacomo, Antonio Crispo, fue nombrado gobernador del ducado y lo ejerció hasta 1500 en que Francesco III fue restablecido pero no volvió al ducado hasta 1505 a la muerte de Antonio.
En 1511 fue llevado otra vez a Venecia, y enviaron como gobernador a Antonio Loredano, pariente de su mujer y del dux de Venecia. El dominio veneciano subsistió hasta 1517 en que fue capturado por piratas otomanos, y el hijo de Francesco III fue proclamado duque.
Se casó con Catalina Loredano de Venecia.
Murió (después de ser rescatado) en Venecia en 1518 y dejó una hija, Catalina, y un hijo, Giovanni IV Crispo, que le sucedió antes de su muerte.